# Teon I.
Teon I. [téon] (grško starogrško Θέωνος ὁ Σμυρναῖος: Téonos hó Smirnaíos), grški matematik, astronom in filozof, * okoli 90, Smirene, † okoli 160.
Teon je v enoti videl izvor vseh števil, čeprav je ni priznaval kot Tales in Evklid za število.
Kakor Papos je Teon tolmačil Klavdija Ptolemaja. Teona je navajal tudi Ptolemaj v Almagestu in sicer je navedel štiri Teonova opazovanja v letih 127, 129, 130 in 132.
Njegove tolmače, še posebej pa Almagesta, je ostro kritiziral Regiomontan, kar ga naj bi po nekaterih namigovanjih tudi stalo življenja.